# Kampanjer år 1793 i franska revolutionskrigen
I början av 1793 eskalerade de franska revolutionskrigen igen. Några dagar efter att kung Ludvig XVI:s avrättning den 21 januari gick nya länder gick med i den första koalitionen, bland andra Spanien och Portugal. Den 1 februari, förklarade Frankrike krig mot Storbritannien och Nederländerna.
Tre andra länder gjorde inträdde i huvudsakligen fransktalande områden under månaderna som följde, vilket ledde till att Frankrike bildade en armé på 1 200 000 soldater. Jakobinerna avrättade tusentals människor, både de som var bevisade och sådana som misstänktes för att vara oliktänkande i den sista fasen av skräckväldet. Kontrarevolutionära styrkor överlämnade Toulon till Storbritannien och Spanien den 29 augusti och dessa beslagtog stora delar av den franska flottan. Denna hamnen kunde inte återtas av Dugommier (med hjälp av den unge Napoleon Bonaparte ) förrän den 19 december. I september vann Frankrike ett slag vid den norra gränsen, och den huvudsakligen brittiska belägringen av Dunkerque kunde upphävas. Året slutade med att den första franska republikens regering, Nationalkonventet, hade avvisat attacker från söder och sydost men hade misslyckats med att kontraanfalla in i Piemonte (mot Turin).

## Kampanjer
Vid årets början valde Dumouriez att ignorera en order från regeringen om att försvara Belgien och påbörjade istället en invasion av Nederländerna i hopp om att störta ståthållaren och etablera en av Frankrike stödd republik. Under denna händelse tog han Breda i Brabant och förberedde sig för att tränga in  i Holland och fånga Dordrecht. Samtidigt drabbades de kvarvarande arméerna i Belgien av ett antal nederlag. Dumouriez tvingades sedan av sina överordnade att återvända till Belgien och ta befälet i Flandernkampanjen.
Efter ett nederlag i Neerwinden var Dumouriez tvungen att dra sig tillbaka från Belgien. Han gjorde sedan en överenskommelse med österrikarna att han skulle överlämna till dem flera gränsfästningar i utbyte mot en vapenvila där han kunde marschera mot Paris och återställa monarkin enligt 1791 års konstitution.  Han lyckades dock inte säkra sina truppers lojalitet, och flydde istället till de österrikiska trupperna för att undvika att hamna i arrest hos jakobinerna.
Samtidigt orsakade den ökande makten hos de radikala i Paris revolter i provinserna. Folket i Lyon och Marseille gjorde uppror och Vendée sammankallade en armé för att attackera centralregeringen och säkerställa kommunikation med Storbritannien. Spanska arméer korsade Pyrenéerna och österrikiska arméer ockuperade Valenciennes och tvingade tillbaka de nordliga arméerna mot Paris. Den 31 maj beordrade Storbritannien en marin blockad mot Frankrike.
Det revolutionära styret förberedde att mobilisera hela Frankrike (se Levée en masse ), utan att visa nåd vare sig mot inrikes eller utrikes fiender. Enligt Mignet's History of the French Revolution : "Republiken hade mycket snart fjorton arméer och 1 200 000 soldater. Frankrike, samtidigt som det blev ett läger och en verkstad för republikanerna, blev samtidigt ett fängelse för dem som inte accepterade republik." Man fortsatte att trycka ner Caen, Lyon och Marseille, trots att de kontrarevolutionära styrkorna överlämnade Toulon till Storbritannien och Spanien den 29 augusti, något som resulterade i att stora delar av den franska flottan tillfångatogs. Dugommier (med hjälp av den unge Napoleon Bonaparte ) lyckades inte återta Toulon förrän 19 december.
Nicolas Houchard besegrade hertigen av York vid Hondschoote i september, detta tvingade honom att avbryta belägringen av Dunkerque. I oktober vann Jean-Baptiste Jourdan, som övertagit de nordliga arméerna, slaget vid Wattignies och återvände till offensiven, men nådde inga större framgångar före vintern.
De franska arméerna i Pyreneérna avslutade året på en defensiv ställning nära gränsen, samtidigt som en fransk invasion av kungariket Sardinien misslyckades vid den alpina gränsen.